# 제갈탄의 난
제갈탄의 난(諸葛誕之亂)은 257년 위나라의 제갈탄이 사마씨의 전횡에 대항해 회남 일대에서 반란을 일으켰으나 실패한 사건을 말한다.
256년 위나라 사마씨 정권의 수장인 사마소는 서서히 반역의 음모를 꾸미기 시작하고 심복 가규의 아들 가충을 회남의 진동대장군 제갈탄에게 보낸다. 이에 제갈탄은 사마씨 정권이 아닌 위나라 조정에 충성한다는 말을 하고 가충이 이를 보고하자 사마소는 양주 자사 악침에게 밀서를 보내고 사신에게도 밀서를 주어 제갈탄에게 보낸다.
하지만 사신을 심문해 사실을 안 제갈탄은 사신의 목을 베고 군사 1000명을 거느려 양주 땅으로 가 악침을 살해한다. 그리고 회남과 회북에 주둔하던 군사 10만과 양주에서 항복한 군사 4만을 동원허고 마초와 양곡까지 비축해 만반의 준비를 하며 반란을 일으켰다.
그리고 장사 오강과 아들 제갈정을 오나라로 보내 함께 사마소를 토벌할 뜻을 전하고 오나라의 수장 손침은 대장 전역과 전단을 주장으로, 우전을 후군으로, 주이와 당자를 선봉으로, 지난 관구검 · 문흠의 난 때 투항한 문흠을 안내관으로 삼아 7만 군사를 3로로 나눠 출정시켰다.
한편 이 소식에 낙양에 전해지자 사마소는 황제 조모와 함께 출정해 낙양과 장안의 군사 26만을 동원하고 진남장군 왕기를 선봉으로, 안동장군 진건을 부선봉으로, 그리고 감군 석포를 좌군으로, 연주 자사 주태를 우군으로 삼아 태후와 황제의 어가를 호위하며 진군하였다.
이에 오나라의 주이가 군사를 이끌고 왕기와 대치하지만 패해 달아나고 왕기는 이를 몰아 오군의 영채를 휩쓸어 버린다. 이에 제갈탄은 문흠과 그의 아들 문앙, 문호와 함께 군사를 거느려 출정하고 사마소는 장사 배수와 황문시랑 종회를 불러 계책을 세운다.
한편 제갈탄은 주이와 문흠을 거느리고 위의 대군을 공격하고 위장 성쉬는 크게 패해 후퇴한다. 그리고 각종 가축들을 풀어놓아 오군은 그것을 잡으려다가 석포와 주태의 공격으로 패하고 제갈탄은 급히 퇴각하려다 왕기와 진건의 공격으로 처참하게 패해 돌아간다.
제갈탄은 패잔병들을 거느리고 수춘성으로 들어가 나오지 않고 오군은 안풍 땅에 주둔하고 조모는 항성에 머물고 있었다. 이때 종회가 사마소에게 건의하고 왕기를 시켜 남문의 포위를 풀게 한다.
한편 손침은 안풍에 주둔하던 주이를 만나 수춘성을 구하지 못하면 처형하겠다는 경고를 하고 주이는 전역, 전단, 문흠에게 군사 1만을 주어 포위가 없는 수춘성 남문을 공격하게 하지만 왕기와 진건의 협공으로 크게 패하고 주이는 손침에게로 도망쳤다가 결국 처형당한다.
그리고 전단의 아들 전의를 불러 꾸짖은 뒤 손침은 건업으로 돌아간다. 사마소가 수춘성에 맹공격을 퍼붓자 전의는 위군에 항복하고 이어 전의의 설득으로 아버지 전단과 숙부 전역도 항복한다.
수춘성에서는 모사 장반과 초이가 한판 승부를 주장하다가 제갈탄이 크게 화를 내자 위군에 항복하고 문흠도 군사를 내보내자는 주장을 했다가 제갈탄에게 처형당한다. 이를 본 문앙과 문호도 수비병들을 죽이고 위군에 항복하고 군사들의 사기는 더욱 떨어진다.
사마소는 종회의 건의로 수춘성애 최후의 공세를 퍼부어 성을 지키던 장수 증선이 북문을 열어 항복하고 제갈탄은 도망치다가 위장 호분에게 살해당한다. 장수 우전은 왕기와 싸우며 끝까지 항복하기 않다가 전사하고 수춘성에 입성한 사마소는 제갈탄의 가족들과 직속 군사들을 모두 처형한다.
또한 오군도 거의 사마소에게 항복해 회남은 완전히 평정되고 사마씨 정권은 위나라를 완전히 손아귀에 넣는다.

## 같이 보기
- 촉한의 멸망
- 수춘삼반